# Classe Katun
La Classe Katun est le nom d'une classe de remorqueur, navire de sauvetage et bateau-pompe destinée à la lutte contre l'incendie de la marine russe.

## Historique

### Katun I
La classe a été construite de 1970 à 1978. Elle est dévolue à la lutte anti-incendie et dispose également d'une capacité de remorquage. Elle peut être utilisée pour la décontamination des navires de guerre.
Flotte de la Baltique:
- PZhS-96
- PZhS-282
- PZhS-551

Flotte du Nord:
- PZhS-98

Flotte de la Mer Noire:
- PZhS-123

Flotte du Pacifique:
- PZhS-209

Flottille de la Caspienne:
- PZhS-273

En réserve: PZhS-124 et PZhS-279.

### Katun II
Cette version, construite entre 1978 et 1981, est une variante agrandie mais avec la même motorisation et donc une vitesse inférieure.
Flotte du Nord:
- PKhS-64
- PKhS-92

Flotte du Pacifique:
- PKhS-95

Le PKhS-219 a été placé en réserve.